# 306479 Tyburhoe
306479 Tyburhoe este o planetă minoră (asteroid) din Mars-crossing asteroid⁠(d). A fost descoperită pe 29 septembrie 1999 la Catalina Station⁠(d) de Catalina Sky Survey. 
Obiectul prezintă o orbită caracterizată de o semiaxă mare de 2,5194984224174 UAi, o excentricitate de 0,35105662282638, o înclinație de 14,94227793802 ° în raport cu ecliptica.